# Château de Mauzun
Le château de Mauzun est une ancienne forteresse des comtes d'Auvergne, du XIIIe siècle, dont les ruines se dressent sur la commune française de Mauzun dans le département du Puy-de-Dôme, en région Auvergne-Rhône-Alpes.
Le château fait l'objet d'un classement au titre des monuments historiques par arrêté du 13 mai 1970.

## Localisation
Dominant le village de Mauzun, le château est construit sur un ancien volcan, dont on a tiré les pierres noires de toute la construction.

## Historique
À l'origine site fortifié gallo-romain, Mauzun est, du IXe au XIIe siècle, une forteresse des comtes d'Auvergne. À partir du XIIIe siècle, elle passe aux évêques de Clermont et servit par la suite à imposer le pouvoir du roi de France sur l'Auvergne.
En 1207, le comte Guy II autorise l'évêque de Clermont à acquérir le château de Mauzun pour éviter une confiscation territoriale par le roi de France, ce dernier se montrant de plus en plus véhément contre le comte d'Auvergne, allié du royaume d'Angleterre.
De 1230 à 1240, l'évêque Hugues de la Tour fait entièrement rebâtir le château sur le modèle philippien, avec trois enceintes et vingt tours.
En 1369, le château est pris par les routiers anglais. En 1385, il est libéré par le maréchal de Sancerre.
Lors des guerres de religion, la forteresse est âprement disputée entre les trois partis, Huguenots, Ligueurs et Royalistes. En 1589, elle est le quartier général de la Ligue en Auvergne, commandée par l'évêque François de la Rochefoucauld. En 1590, ce dernier se soumet au roi, obtient son pardon et conserve Mauzun.
En 1632, le château est assiégé une dernière fois par les troupes de Gaston d'Orléans, révolté contre Richelieu. L'attaque échoue, les soldats de Gaston sont mis en déroute. En 1633,comme tous les châteaux forts d'Auvergne, Mauzun est démantelé par ordonnance royale, mais, appartenant à un loyal serviteur de la couronne, évite la démolition. Il n'est plus entretenu à partir de 1650 et tombe peu à peu en ruine.
En 1792, confisqué par la Nation, le château est adjugé à un groupement de onze citoyens qui le dépecèrent et vendirent les matériaux qu'ils purent arracher.
Durant le XIXe siècle, toutes les parts sont rachetées par la famille Saunier, puis par la famille Chalus. En 1913, Maurice Chalus restaure une des tours.
Dans les années 1990, plusieurs chantiers de jeunes volontaires vont œuvrer pour faire du débroussaillage (Association locale ARM). Une campagne d'arrachage du lierre aura raison d'un pan de muraille qui s'effondrera. L'année d'après l'intervention aura lieu dans le château, un vaste nettoyage de salles pour y mettre au jour le pavage.
En 2001, le château est acquis par Claude et Mireille Charrier qui, avec leur fils Christophe, entreprennent le sauvetage de l'immense ruine.
Depuis, de nombreuses tranches ont été lancées et exécutées. Consolidations et restaurations s'enchainent. Le décès de Christophe Charrier n'a pas stoppé l'engagement des autorités compétentes.
Malheureusement, suite à la crise du covid en 2019, les visites ont été stoppées et l'accès n'y est plus accessible.

## Description
La forteresse comporte trois enceintes défensives étagées autour du volcan et couvre une superficie de cinq hectares. La première enceinte, qui suit une courbe de niveau à mi-pente, est un mur de 2 m d'épaisseur flanqué d'un fossé ; elle forme un rempart de 900 m de longueur. La deuxième enceinte (le haut-château) épouse la forme du sommet aplani de la butte et suit un tracé sensiblement triangulaire de 180 m de côté, totalisant un périmètre de 550 m. Elle est flanquée de seize tours hémicylindriques espacées de 30 à 40 m. En position excentrique, la dernière enceinte, le donjon, se dresse sur le rocher sommital. Sa forme est un carré de 50 m de côté. Ses angles sont marqués par d'énormes tours aux trois quarts saillantes.